# 高玄参
高玄参（学名：Scrophularia elatior）为玄参科玄参属下的一个种。

## 扩展阅读
- 維基物種上的相關：高玄参